# Smältugnarnas timme
Smältugnarnas timme (originaltitel: La hora de los hornos: Notas y testimonios sobre el neocolonialismo, la violencia y la liberación) är en argentinsk film från 1968, skriven och regisserad av Fernando Solanas och Octavio Getino. Den har en speltid på över fyra timmar och är uppdelad i tre delar: "Neocolonialism and Violence", "Act for Liberation" och "Violence and Liberation". Filmen kritiserar starkt den rådande neokolonialismen samt USA:s och Europas systematiska exploatering av Argentina och andra länder som utnyttjas i kapitalismens namn. Den räknas som en av grundpelarna till den latinamerikanska filmrörelsen Third Cinema, en term som myntades i samband med Solanas och Getinos filmteoretiska essä Towards a Third Cinema (1969) – ett politiskt manifest i vilket de redogör för sin syn på hur film bör skapas, användas och konsumeras.